# 崔恵英
崔 恵英（チェ・ヘヨン、朝鮮語: 최혜영、1979年6月1日 - ）は、韓国の障害者権利活動家、教授、女性政治家。第21代韓国国会議員。

## 経歴
新羅大学校舞踊学科学士、ソウル女子大学校大学院社会福祉学修士（2010年）、ナザレ大学校大学院リハビリテーション博士。
大学在学中にバレリーナとしても活動したが、2003年に交通事故で脊髄障害を負った後、車椅子での生活となった。その後は障害者認識改善教育センターを設立し、障害者の理解促進活動を展開した。
2009年に韓国障害認識改善教育センター・オウリムセンター長、2014に保健福祉部障害認識改善広報モデル、2014年に江東大学校社会福祉行政課教授、2018年に韓国障害認識改善教育センター社会的協同組合理事長を歴任した。
2019年末に「青年・女性・障害者」の代表として共に民主党に入党し、2020年に民主党組織強化特別委員会委員、新型コロナウイルス感染症国難克服状況室委員を務めた。同年の第21代総選挙で共に民主党の比例代表として初当選した。
2020年11月、集中治療室、分娩室、手術室などで働く看護師のストライキを禁止する医療法の改正案を発議して医療界の反発を受けた。2023年1月には居住地の京畿道安城市に地域事務所を開設した。

## 私生活
2011年に障害者ラグビー選手のチョン・ナキョンと結婚したが、2019年にようやく婚姻届を九老区役所に提出した。このため、一部は夫が約8年間に基礎生活受給対象者に分類され、独身者向けの基礎生活費を不正受給したのではないかという疑いを提起した。